# Gustav Püttjer
Gustav Püttjer (né le 15 mai 1886 à Hambourg, mort le 11 août 1959 à Berlin) est un acteur allemand.

## Biographie
Le dompteur de bêtes voyage avec le cirque Hagenbeck durant cinq ans à travers toute l'Europe et fait ses numéros aussi au music-hall, avec sept loups ou un ours polaire. Il devient ensuite acteur et obtient son premier engagement en 1911 à Cologne.
Il arrive à Berlin en 1920. Il se fait repérer, on lui propose un petit rôle au cinéma. Dès 1928, il est un acteur privilégié pour des seconds rôles et des figurations, pour incarner les gens simples.
Après la Seconde Guerre mondiale, Püttjer travaille surtout pour la DEFA. Au théâtre, il est présent dans le Neues Lustspielhaus à l'ouest mais aussi dans le Berliner Ensemble.

## Filmographie
- 1924 : Les Nibelungen
- 1928 : Polizeibericht Überfall
- 1928 : Ich hatte einst ein schönes Vaterland
- 1930 : Die letzte Kompanie
- 1930 : Quatre de l'infanterie
- 1930 : Lui et moi (film, 1930)
- 1931 : L'Opéra de quat'sous
- 1931 : Gassenhauer
- 1931 : La Tragédie de la mine
- 1931 : Danton
- 1931 : Gefahren der Liebe
- 1931 : Der Weg nach Rio
- 1931 : Der Zinker
- 1932 : Die elf Schill'schen Offiziere
- 1932 : Es wird schon wieder besser
- 1932 : F.P.1 antwortet nicht
- 1932 : Fünf von der Jazzband d'Erich Engel
- 1932 : Liebe, Scherz und Ernst
- 1932 : Drei von der Kavallerie
- 1932 : Der träumende Mund
- 1932 : Allô Berlin ? Ici Paris !
- 1932 : On a perdu la vedette
- 1932 : Loup-Garou
- 1932 : Skandal in der Parkstraße
- 1933 : Ein gewisser Herr Gran
- 1933 : Der Nächste, hopp hopp!
- 1933 : Salon Dora Green
- 1933 : Wenn Männer kochen
- 1933 : Zwei gute Kameraden
- 1933 : Die Goldgrube
- 1933 : Morgen beginnt das Leben
- 1933 : Glück im Schloß
- 1933 : Das Meer ruft
- 1933 : Mädels von heute
- 1933 : Ein Unsichtbarer geht durch die Stadt
- 1934 : Die Freundin eines großen Mannes
- 1934 : Das Geschäft blüht
- 1934 : Die Liebe und die erste Eisenbahn
- 1934 : Lockvogel
- 1934 : Ein Mann will nach Deutschland
- 1934 : Die einsame Villa
- 1934 : Der Herr der Welt
- 1934 : Tempo, Carlo, Tempo
- 1934 : Ihr größter Erfolg
- 1934 : Schwarzer Jäger Johanna
- 1934 : Da stimmt was nicht (de)
- 1934 : Der Polizeibericht meldet
- 1934 : Mutter und Kind
- 1934 : Ein Mädel wirbelt durch die Welt
- 1934 : Die Stimme der Liebe
- 1934 : Die vier Musketiere
- 1935 : Henker, Frauen und Soldaten
- 1935 : Varieté
- 1935 : Artisten
- 1935 : Alles hört auf mein Kommando
- 1935 : Les Piliers de la société
- 1936 : August der Starke de Paul Wegener :
- 1936 : 90 Minuten Aufenthalt
- 1936 : Die lustigen Weiber
- 1936 : Inkognito
- 1936 : Blinde Passagiere
- 1936 : Der schüchterne Casanova
- 1936 : Contrebande
- 1936 : Moscou-Shanghai
- 1937 : Nachtwache im Paradies
- 1937 : Les Sept gifles
- 1937 : Paramatta, bagne de femmes
- 1937 : Wie der Hase läuft
- 1937 : Fridericus
- 1937 : Das große Abenteuer
- 1937 : Menschen ohne Vaterland
- 1937 : Des cœurs forts
- 1938 : Monika
- 1938 : Femmes pour Golden Hill
- 1938 : Rote Orchideen
- 1938 : Silvesternacht am Alexanderplatz
- 1938 : Kameraden auf See
- 1938 : Un amour en l'air
- 1938 : Skandal um den Hahn
- 1938 : Der Tag nach der Scheidung
- 1938 : Fünf Millionen suchen einen Erben
- 1938 : Fracht von Baltimore
- 1938 : Fille d'Ève
- 1938 : Schwarzfahrt ins Glück
- 1939 : Aufruhr in Damaskus
- 1939 : La Femme aux tigres
- 1940 : Grandison le félon
- 1940 : Weltrekord im Seitensprung
- 1940 : Der dunkle Punkt
- 1940 : Der Kleinstadtpoet
- 1940 : Seitensprünge
- 1941 : Le Chemin de la liberté
- 1941 : Blutsbrüderschaft
- 1941 : Sechs Tage Heimaturlaub
- 1941 : Sous-marin, en avant !
- 1941 : Spähtrupp Hallgarten
- 1942 : Fronttheater
- 1942 : Diesel
- 1942 : L'Implacable Destin
- 1942 : Mit den Augen einer Frau
- 1943 : Le Foyer perdu
- 1943 : Le Chant de la métropole
- 1944 : Ein schöner Tag
- 1944 : La Femme de mes rêves
- 1944 : Eine kleine Sommermelodie
- 1944 : Schicksal am Strom
- 1945 : Frühlingsmelodie
- 1945 : Die Schenke zur ewigen Liebe
- 1946 : Peter Voss, der Millionendieb[réf. nécessaire]
- 1947 : … und über uns der Himmel
- 1948 : Vor uns liegt das Leben
- 1948 : Chemie und Liebe
- 1948 : Der große Mandarin (de)
- 1949 : Quartett zu fünft
- 1950 : Épilogue - Le mystère de l'Orplid
- 1950 : Familie Benthin
- 1950 : Bürgermeister Anna
- 1950 : Der Kahn der fröhlichen Leute
- 1950 : Fünf unter Verdacht
- 1951 : La Hache de Wandsbek (de)
- 1951 : Die letzte Heuer
- 1951 : Die Meere rufen
- 1952 : Schatten über den Inseln
- 1953 : Jacke wie Hose
- 1954 : Carola Lamberti – Eine vom Zirkus
- 1954 : Plus fort que la nuit
- 1955 : Wer seine Frau lieb hat
- 1955 : Ein Polterabend
- 1956 : Heimliche Ehen
- 1956 : Die Millionen der Yvette
- 1956 : Thomas Müntzer
- 1957 : Alter Kahn und junge Liebe
- 1957 : Gejagt bis zum Morgen
- 1957 : Rivalen am Steuer
- 1957 : Schlösser und Katen
- 1958 : Der Lotterieschwede
- 1959 : SAS 181 antwortet nicht
- 1959 : Im Sonderauftrag